# Vernon Industries

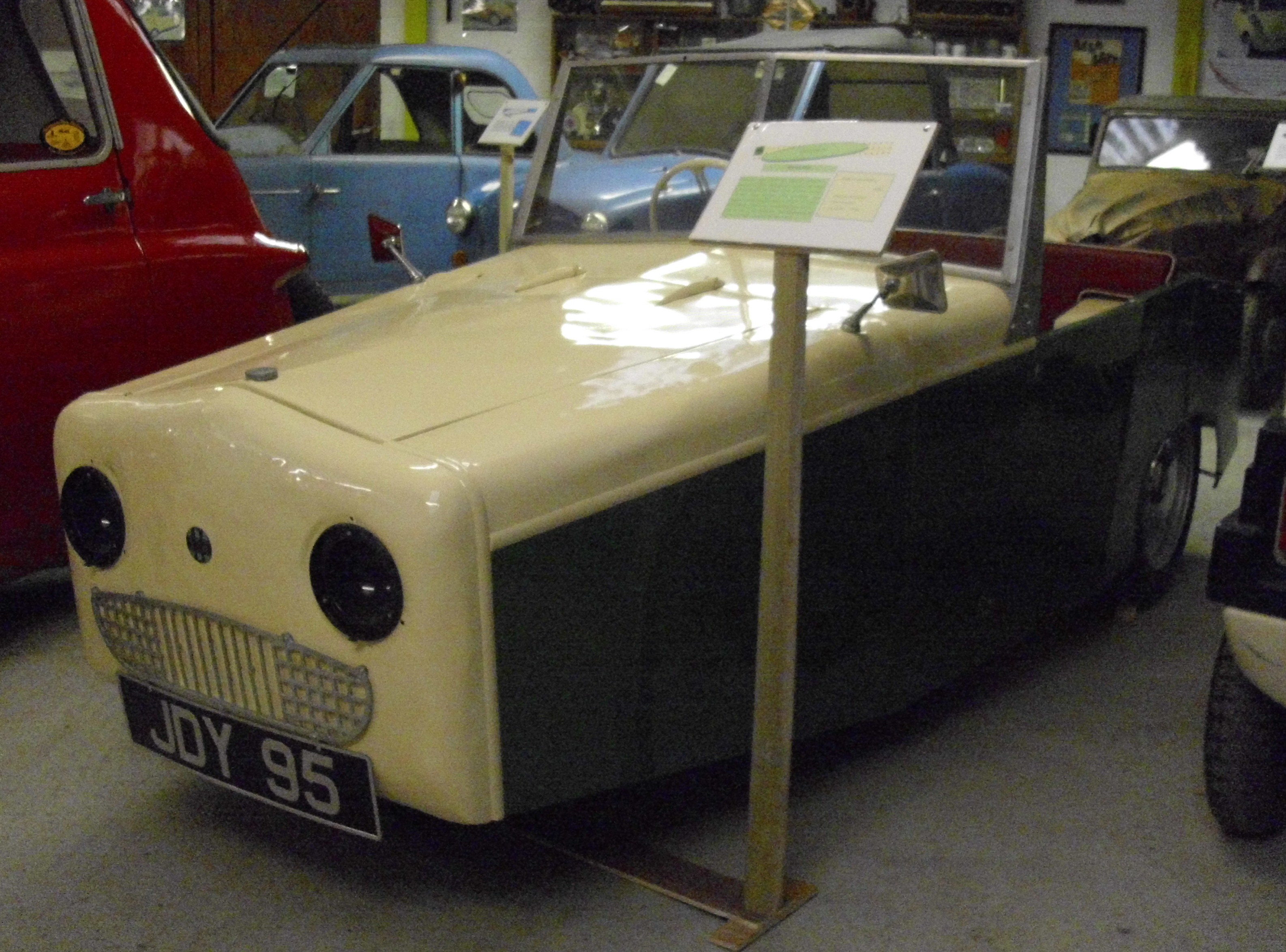
Gordon von 1956

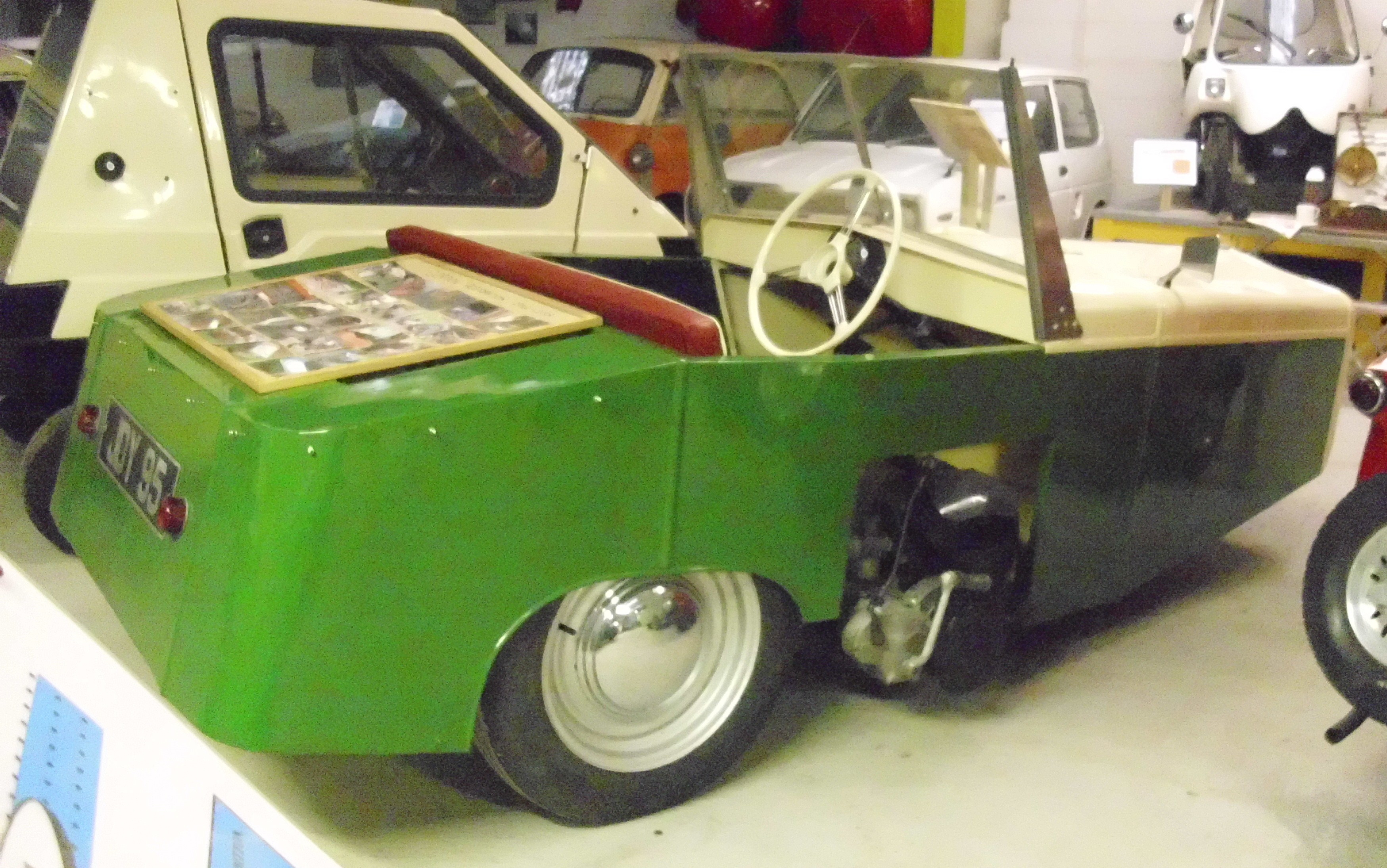
Der Motor war rechts außen montiert.

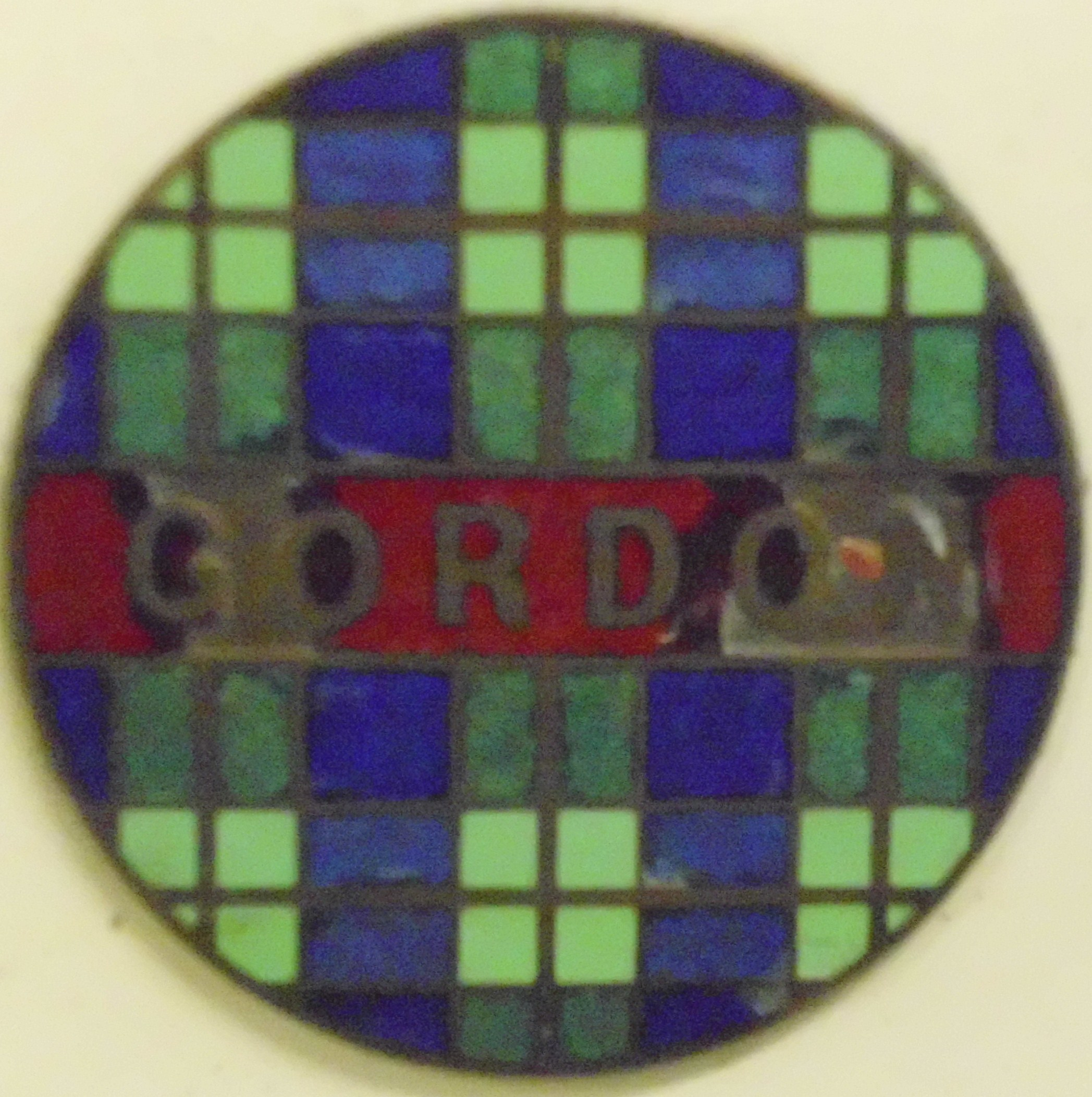
Emblem

Vernon Industries Ltd. war ein britischer Hersteller von Automobilen.

## Unternehmensgeschichte
Das Unternehmen aus Bidston begann 1952 mit der Produktion von Automobilen. Konstrukteur war Erling Poppe, der zuvor bei Sunbeam tätig war. Die Markennamen lauteten Vi-Car und ab 1954 Gordon. 1958 endete die Produktion. Insgesamt entstanden einige hundert Exemplare.

## Fahrzeuge

### Markenname Vi-Car
Zwischen 1952 und 1953 stellte das Unternehmen Invalidenfahrzeuge namens Vi-Car her. Die Bauweise war die gleiche wie beim Gordon, allerdings gab es vorne nur einen Scheinwerfer. Auch die Abdeckung der Hinterräder mit motorradähnlichen Kotflügeln war einfacher gestaltet.

### Markenname Gordon
Dies war ein Kleinstwagen mit drei Rädern, von denen sich das einzelne Rad vorne befand. Ein Einzylindermotor von Villiers Ltd mit 197 cm³ Hubraum war rechts neben dem Fahrer (Rechtslenkung) außerhalb der Karosserie angebracht und trieb über eine Kette ein Hinterrad an. Der Zugang zum Innenraum war daher nur über eine Tür auf der linken Seite möglich. Die Karosserie bestand aus Stahl und verfügte über ein Rolldach. Mit einem Neupreis von etwa 300 Pfund war es damals das billigste Auto auf dem britischen Markt.
Ein Fahrzeug befindet sich in der Hammond Microcar Collection in England.